# Caloboletus radicans
Boletus radicans Pers., Synopsis Methodica Fungorum (Göttingen): 507 (1801).
Boletus radicans è un fungo a tubuli che si distingue per la colorazione chiara del cappello, per l'assenza di colorazione rossa sul gambo, per il viraggio al verde-blu e soprattutto per il sapore amaro simile a quello del Caloboletus calopus.

## Descrizione della specie
Cappello 
5-20 cm, prima emisferico, poi convesso. 
Cuticolaasciutta, vellutata, di colore dal biancastro latte al grigio.
Margineinvoluto, poi disteso, spesso ondulato
 Pori 
Rotondi, gialli, al tocco virano rapidamente al blu.
 Tubuli 
Lunghi fino a 25 mm, sottili, adnati, gialli, poi verdognoli, virano all'azzurro al taglio.
 Gambo 
6-10 x 2-7 cm, tozzo, spesso cilindrico, allargato alla base, radicante, biancastro con sfumature giallo chiaro, più scuro alla base, ricoperto da un fine reticolo concolore, al tocco vira al verde-azzurro. Il reticolo può essere praticamente assente o non individuabile a occhio nudo.
 Carne 
Soda, biancastra, giallo pallida, al taglio vira rapidamente al verde-blu.
- Odore: fruttato, caratteristico di inchiostro.
- Sapore: amaro.

 Spore 
9-16 x 4-6 µm, lisce, ellissoidali o fusiformi, bruno oliva in massa.

## Habitat
Cresce dall'estate all'autunno in boschi di quercia, più raramente di faggio e castagno, su terreno calcareo, a quote non elevate.

## Commestibilità
Non accertata.

Tuttavia immangiabile per via del sapore amaro.

## Sinonimi e binomi obsoleti
- Boletus albidus Roques,: 70 (1832)
- Boletus candicans sensu auct.; fide Checklist of Basidiomycota of Great Britain and Ireland (2005)
- Boletus pachypus Fr., Observ. mycol. (Havniae) 1: 118 (1815)
- Boletus radicans var. pachypus (Fr.) Bon, Docums Mycol. 15(no. 60): 38 (1985)
- Boletus reticulatus var. albus (Pers.) Hlaváček, Mykologický Sborník 71(4): 114 (1994)

## Nomi comuni
- (DE)  Wurzelnder Bitterröhrling
- (FR)  Bolet radicant

## Specie simili
- Gli  Appendicolati e in genere anche gli Xerocomus hanno il cappello a tinte più forti (bruno, rosso) e la carne non è amara
- Butyriboletus fechtneri, cappello chiaro ma carne non amara
- Caloboletus calopus, che ha però del rosso sul gambo